# Klein Mór (rabbi)
Klein Mór (Miskolc, 1842. július 7. – Nagybecskerek, 1915. március 29.) rabbi, zsidó hittudós.

## Élete
Miskolcon, majd Prágában tanult. 1863-ban avatták bölcsészdoktorrá Prágában, a rabbioklevelet is ott szerezte meg. 1865-től miskolci rabbi, később Ungvárott, 1876-tól pedig Pápán működött. 1880-tól nagybecskereki főrabbi volt. A zsidó tudományok jeles művelője volt. 1880-1915-ig a Rabbiképző vezérlőbizottságának tagja. Magyarra fordította Maimonidész A tévelygők útmutatója c. munkáját, amely az Akadémia támogatásával jelent meg. Számos cikke és tanulmánya jelent meg a hazai zsidó folyóiratokban. A Ferenc József-rend tulajdonosa volt. Fiai Kiss Arnold, budai vezető főrabbi és Borsodi Lajos író, szerkesztő.

## Művei
- Beth-El oder die jüdische Synagoge. Rede zur Vertheidigung des Miskolczer israel. Gotteshauses. Szegedin, 1865. (A Ben Chananja melléklete).
- A nép boldogsága. Hitszónoklat, tartotta az alkotmány helyreálltának ünnepélyekor. Miskolcz, 1867.
- Denk- und Redefreiheit im Judenthum. Rede, gehalten in Miskolcz. Uo. 1867.
- Imre-Sohab, oder Charakter ist Gold. Rede, gehalten in Miskolcz. Uo. 1867.
- Örömhang! Hitszónoklat, tartotta az egyenjogúsítás ünnepélyekor Kassán, jan. 30. Kassa, 1868. (Melléklet a M. Izraelitához).
- Trauungsrede, gehalten bei der Vermählungsfeier des Herrn Julius Schlesinger mit Fräulein Louise Polatschek am 33. Omer-Tage des Jahres 5629. Ungvár, 1869.
- Az imaház, a hevesi izraelita templom fölavatása alkalmából. Miskolcz, 1870.
- Valódi és áldicsőség. Hitszónoklat, melyet ő felsége születésnapján 1870. aug. 18. tartott. Ungvár, 1870.
- Gyászbeszéd, tartotta b. Eötvös József emlékére 1871. febr. 12. rendezett isteni tisztelet alkalmával. Uo.
- A korona dísze és fénye. Templomi beszéd, ő felsége születése napján. Uo. 1871.
- Templomi beszéd, melyet Gizella főherczegasszony ő fensége esküvője alkalmából 1873. ápr. 19. mondott. Uo. 1873.
- Einleitung in den maimunischen Mischna-Commentar, frei bearbeitet und mit erläuternden literarhistorischenund kritischen Anmerkungen versehen. Bpest, 1874. (Különnyomat a Jüdische Gemeinde- und Schulzeitungból).
- Halotti beszéd dr. Kaczander Áron felett. Miskolcz, 1875.
- Gyászbeszéd dr. Löw Lipót emlékezetére. 1875. nov. 14. Szeged.
- Mit akartam? miképen jutalmaztak? s mit óhajtok? Bucsubeszéd, mondotta... Pápán. 1880. máj. 1. Pápa, 1880. (A szerző kőnyom. arczk.)
- Cremieux Adolf emlékének. Nagy-Becskerek, 1881.
- Templomi beszéd. Elmondotta király ő felsége születési ünnepélyének előestéjén 1882. aug. 17. Uo. 1882.
- Worte der Trauer gesprochen an der Bahre des gs. Ignaz Schenk am 18. febr. 1883. Uo. 1883.
- Templomi beszéd király ő felsége születése évfordulóján 1884. aug. 18. Uo.
- Igazság és méltányosság! Templomi beszéd ő felsége születési ünnepélye előestéjén 1885. aug. 17. Ugyanott, 1885.
- Worte der Trauer... gesprochen an der Bahre der Frau Susanne Berger, Präsidentin des israelitischen Frauenvereines zu Gr.-Becskerek. Gestorben zu Arad am 23. Juli 1886. ... Uo. 1886.
- Moses Montefiore. Denkrede am. 9. Aug. 1885. Uo. 1885.
- Torontálvármegye ujonnan épült székházának megnyitása és nm. Tisza Kálmán miniszterelnök arczképének leleplezése alkalmából 1888. jan. 16. és 17. tartott rendkívüli közgyűlésben előadott beszéd. Uo. 1888.
- Worte der Trauer an der Bahre des Herrn Josef L. Kohn am 15. April 1888. Uo. 1888.
- Gyászbeszéd Rudolf koronaörökös ő cs. és kir. felsége emlékére 1889. febr. 10. Uo. 1889.
- Bucsusztató Schwarz Mihály hitközségi elnök temetésénél 1894. okt. 15. Uo. 1894.
- A három koporsó. Templomi beszéd Kossuth Lajos emlékezetéül. 1894. ápr. 28. Uo. 1894.
- Ezer év. Uo. 1896. (A Torontál melléklete).
- Ezer év. Miskolcz, 1896. (A Szabadság melléklete).
- Világosság! Templomi beszéd (1896) 5657 évi Kiszelew 25. a középiskolai ifjuság számára rendezett isteni tisztelet alkalmával. Uo. 1896.
- Templomi beszédek, melyek a veszprémi izraelita hitközség rabbibeiktatási ünnepélye alkalmából 1896. augusztus 25-én tartottak. Veszprém. (Fiának dr. Klein-Kis Arnold veszprémi főrabbi beiktatott pap beszédével együtt).

## Műfordításai
- Maimonidész: A tévelygők utmutatója. Ford. és magyarázá s irodalmi jegyzetekkel ellátta Klein Mór. I. kötet. 1–3. füzet. 8° (1–316 l.) Pápa, 1879–80. Debreczeny K. nyom.
- Az 1890-es évek végén sajtó alatt volt: Világfájdalom (Penini után, 41 fejezetre terjedő tanköltemény).